# Bradypterus centralis
Bradypterus centralis — вид горобцеподібних птахів родини кобилочкових (Locustellidae). Мешкає в Африці на південь від Сахари.

## Підвиди
Виділяють три підвиди:
- B. c. sudanensis Grant, CHB & Mackworth-Praed, 1941 — Південний Судан, західна Ефіопія, північно-східна Уганда;
- B. c. elgonensis Madarász, 1912 — східна Уганда, західна і центральна Кенія;
- B. c. centralis Neumann, 1908 — північний схід і схід ДР Конго, Руанда, Бурунді, південно-західна Уганда, північно-західна Танзанія.

## Поширення і екологія
Bradypterus centralis живуть переважно на болотах.